# Campionati del mondo di atletica leggera paralimpica 2023
I X campionati del mondo di atletica leggera paralimpica si sono svolti a Parigi, in Francia, dall'8 al 17 luglio 2023.

## Sede dell'evento
Parigi è stata ufficializzata quale sede dell'evento nel dicembre 2021. È la terza edizione dei campionati mondiali di atletica leggera paralimpica a tenersi in Francia, dopo le edizioni di Lilla 2002 e Lione 2013.
Le gare si sono svolte presso lo stadio Sébastien Charléty.

## Partecipazione

### Minimi di qualificazione
Gli atleti si possono qualificare ottenendo il minimo di qualificazione (entry standard) nel periodo compreso tra il 1º gennaio 2022 e il 28 maggio 2023.
Le singole gare si svolgeranno solo se vi prenderanno parte almeno cinque atleti di almeno tre differenti nazioni (o almeno cinque squadre di cinque differenti nazioni nel caso della staffetta 4×100 metri universale). Qualora questo requisito non dovesse verificarsi alla data del 1º giugno 2023, la World Para Athletics potrà, se appropriato, accorpare suddette gare ad altre in programma. World Para Athletics potrà altresì annullare tali gare o gestirle come gare che non portano medaglie.
Nelle tabelle che seguono sono riportate le misure e i tempi minimi di partecipazione per ogni classe di competizione. Le "classi idonee" sono quelle degli atleti che possono partecipare a una gara riservate ad atleti di un'altra classe.
Si tratta della prima competizione in cui entra nel programma la nuova classe T72 per gli atleti del frame running, precedentemente inseriti con la sigla RR.

#### Corse
| Uomini           | Uomini           | Classe    | Donne            | Donne            |                  |
| Minimo           | Classi idonee    | Classe    | Classi idonee    | Minimo           |                  |
| 100 metri        | 100 metri        | 100 metri | 100 metri        | 100 metri        |                  |
| ---------------- | ---------------- | --------- | ---------------- | ---------------- | ---------------- |
| 11"90            | T11              | T11       | T11              | 14"50            |                  |
| 11"50            | T12              | T12       | T12              | 14"30            |                  |
| 11"50            | T13              | T13       | T13              | 15"00            |                  |
| 26"00            | T33              | T33       | T33              | 32"00            |                  |
| 17"30            | T34              | T34       | T34              | 24"50            |                  |
| 15"00            | T35              | T35       | T35              | 19"50            |                  |
| 13"30            | T36              | T36       | T36              | 17"30            |                  |
| 12"80            | T37              | T37       | T37              | 15"30            |                  |
| 12"50            | T38              | T38       | T38              | 15"20            |                  |
| 12"50            | T44              | T44       | non in programma | non in programma |                  |
| 11"60            | T45, T46, T47    | T47       | T45, T46, T47    | 13"60            |                  |
| 28"00            | T51              | T51       | non in programma | non in programma |                  |
| 20"00            | T52              | T52       | non in programma | non in programma |                  |
| 16"30            | T53              | T53       | T53              | 20"00            |                  |
| 14"70            | T54              | T54       | T54              | 18"25            |                  |
| 15"30            | T42, T63         | T63       | T42, T63         | 19"60            |                  |
| 11"95            | T62, T64         | T64       | T44, T62, T64    | 15"10            |                  |
| 24"00            | T71, T72         | T72       | T71, T72         | 24"50            |                  |
| 200 metri        |                  |           |                  |                  |                  |
| non in programma | non in programma | T11       | T11              | 30"70            |                  |
| non in programma | non in programma | T12       | T12              | 29"70            |                  |
| non in programma | non in programma | T13       | T13              | 33"00            |                  |
| 30"00            | T35              | T35       | T35              | 42"00            |                  |
| non in programma | non in programma | T36       | T36              | 37"00            |                  |
| 25"80            | T37              | T37       | T37              | 33"20            |                  |
| non in programma | non in programma | T38       | T38              | 32"00            |                  |
| non in programma | non in programma | T47       | T45, T46, T47    | 28"60            |                  |
| 51"00            | T51              | T51       | non in programma | non in programma | non in programma |
| 25"00            | T64              | T64       | T44, T64         | 33"00            |                  |
| 400 metri        |                  |           |                  |                  |                  |
| 57"00            | T11              | T11       | T11              | 1'12"00          |                  |
| 54"50            | T12              | T12       | T12              | 1'08"00          |                  |
| 54"00            | T13              | T13       | T13              | 1'11"00          |                  |
| 51"90            | T20              | T20       | T20              | 1'06"00          |                  |
| 1'08"00          | T34              | T34       | non in programma | non in programma |                  |
| 1'07"00          | T36              | T36       | non in programma | non in programma |                  |
| 1'00"00          | T37              | T37       | T37              | 01'20"00         |                  |
| 58"00            | T38              | T38       | T38              | 1'17"00          |                  |
| 53"00            | T45, T46, T47    | T47       | T45, T46, T47    | 1'10"00          |                  |
| 1'25"00          | T51, T52         | T52       | non in programma | non in programma |                  |
| 56"60            | T53              | T53       | T53              | 1'10"00          |                  |
| 49"60            | T54              | T54       | T54              | 1'01"00          |                  |
| 1'00"00          | T62              | T62       | non in programma | non in programma |                  |
| 800 metri        |                  |           |                  |                  |                  |
| 2'10"00          | T33, T34         | T34       | T33, T34         | 2'50"00          |                  |
| 1'51"00          | T53              | T53       | T53              | 2'22"00          |                  |
| 1'37"00          | T54              | T54       | T54              | 2'05"00          |                  |
| 1500 metri       |                  |           |                  |                  |                  |
| 4'28"00          | T11              | T11       | T11              | 6'20"00          |                  |
| 4'08"00          | T12, T13         | T13       | T12, T13         | 5'31"00          |                  |
| 4'09"00          | T20              | T20       | T20              | 5'15"00          |                  |
| 4'42"20          | T37, T38         | T38       | non in programma | non in programma |                  |
| 4'20"30          | T45, T46         | T46       | non in programma | non in programma |                  |
| 5'20"00          | T51, T52         | T52       | non in programma | non in programma |                  |
| 3'06"00          | T53, T54         | T54       | T53, T54         | 03'50"00         |                  |
| 5000 metri       |                  |           |                  |                  |                  |
| 16'55"00         | T11              | T11       | non in programma | non in programma |                  |
| 15'57"00         | T12, T13         | T13       | non in programma | non in programma |                  |
| 10'45"00         | T53, T54         | T54       | T53, T54         | 13'30"00         |                  |
| Minimo           | Classi idonee    | Classe    | Classi idonee    | Minimo           |                  |
| Uomini           | Uomini           | Classe    | Donne            | Donne            |                  |

#### Concorsi
| Uomini                 | Uomini                            | Classe        | Donne                        | Donne            |
| Minimo                 | Classi idonee                     | Classe        | Classi idonee                | Minimo           |
| Salto in alto          | Salto in alto                     | Salto in alto | Salto in alto                | Salto in alto    |
| ---------------------- | --------------------------------- | ------------- | ---------------------------- | ---------------- |
| 1,50 m                 | T45, T46, T47                     | T47           | non in programma             | non in programma |
| 1,55 m                 | T42, T63                          | T63           | non in programma             | non in programma |
| 1,50 m                 | T44, T64                          | T64           | non in programma             | non in programma |
| Salto in lungo         |                                   |               |                              |                  |
| 5,30 m                 | T11                               | T11           | T11                          | 3,40 m           |
| 6,10 m                 | T12                               | T12           | T12                          | 3,70 m           |
| 5,50 m                 | T13                               | T13           | non in programma             | non in programma |
| 6,10 m                 | T20                               | T20           | T20                          | 4,50 m           |
| 4,50 m                 | T36                               | T36           | non in programma             | non in programma |
| 5,00 m                 | T37                               | T37           | T37                          | 3,70 m           |
| 4,80 m                 | T38                               | T38           | T38                          | 3,80 m           |
| 6,10 m                 | T45, T46, T47                     | T47           | T45, T46, T47                | 4,50 m           |
| 4,40 m                 | T42, T61, T63                     | T63           | T42, T61, T63                | 3,30 m           |
| 5,70 m                 | T44, T62, T64                     | T64           | T44, T62, T64                | 3,80 m           |
| Getto del peso         |                                   |               |                              |                  |
| 9,00 m                 | T11                               | F11           | non in programma             | non in programma |
| 11,50 m                | T12                               | F12           | F11, F12                     | 9,00 m           |
| 12,00 m                | F20                               | F20           | F20                          | 10,50 m          |
| 6,50 m                 | F32                               | F32           | F32                          | 3,50 m           |
| 6,00 m                 | F33                               | F33           | F33                          | 4,00 m           |
| 8,00 m                 | F34                               | F34           | F34                          | 5,70 m           |
| 8,50 m                 | F35                               | F35           | F35                          | 6,00 m           |
| 9,00 m                 | F36                               | F36           | F36                          | 5,50 m           |
| 11,00 m                | F37                               | F37           | F37                          | 8,00 m           |
| 9,00 m                 | F38                               | F38           | non in programma             | non in programma |
| 7,10 m                 | F40                               | F40           | F40                          | 4,20 m           |
| 8,20 m                 | F41                               | F41           | F41                          | 6,00 m           |
| 11,50 m                | F45, F46                          | F46           | F45, F46                     | 7,50 m           |
| 6,00 m                 | F53                               | F53           | non in programma             | non in programma |
| non in programma       | non in programma                  | F54           | F54                          | 4,60 m           |
| 9,50 m                 | F54, F55                          | F55           | non in programma             | non in programma |
| 11,30 m                | F56, F57                          | F57           | F56, F57                     | 7,50 m           |
| 11,20 m                | F42, F61, F63                     | F63           | non in programma             | non in programma |
| non in programma       | non in programma                  | F64           | F42, F43, F44, F62, F63, F64 | 7,00 m           |
| Lancio del disco       |                                   |               |                              |                  |
| 29,00 m                | F11                               | F11           | F11                          | 18,00 m          |
| 39,00 m                | F37                               | F37           | non in programma             | non in programma |
| non in programma       | non in programma                  | F38           | F37, F38                     | 23,00 m          |
| non in programma       | non in programma                  | F41           | F40, F41                     | 19,00 m          |
| 10,00 m                | F51, F52                          | F52           | non in programma             | non in programma |
| non in programma       | non in programma                  | F53           | F51, F52, F53                | 6,00 m           |
| non in programma       | non in programma                  | F55           | F54, F55                     | 15,50 m          |
| 34,00 m                | F54, F55, F56                     | F56           | non in programma             | non in programma |
| non in programma       | non in programma                  | F57           | F56, F57                     | 19,00 m          |
| 40,00 m                | F43, F44, F62, F64                | F64           | F43, F44, F62, F64           | 19,00 m          |
| Lancio del giavellotto |                                   |               |                              |                  |
| 43,00 m                | F12, F13                          | F13           | F12, F13                     | 19,00 m          |
| 21,00 m                | F34                               | F34           | F33, F34                     | 12,50 m          |
| 30,00 m                | F38                               | F38           | non in programma             | non in programma |
| 29,00 m                | F40, F41                          | F41           | non in programma             | non in programma |
| 41,00 m                | F45, F46                          | F46           | F45, F46                     | 21,00 m          |
| 19,70 m                | F53, F54                          | F54           | F53, F54                     | 9,00 m           |
| non in programma       | non in programma                  | F56           | F55, F56                     | 13,50 m          |
| 35,00 m                | F56, F57                          | F57           | non in programma             | non in programma |
| 44,00 m                | F42, F43, F44, F61, F62, F63, F64 | F64           | non in programma             | non in programma |
| Lancio della clava     |                                   |               |                              |                  |
| 23,00 m                | F31, F32                          | F32           | F31, F32                     | 14,00 m          |
| 18,00 m                | F51                               | F51           | F51                          | 8,00 m           |
| Minimo                 | Classi idonee                     | Classe        | Classi idonee                | Minimo           |
| Uomini                 | Uomini                            | Classe        | Donne                        | Donne            |

Per la staffetta 4×100 metri universale non sono previsti minimi di qualificazione.

## Nazioni partecipanti
Ai campionati parteciparono 103 Paesi (tra parentesi è indicato il numero di atleti).
- Algeria (23)
- Angola (4)
- Arabia Saudita (8)
- Argentina (20)
- Armenia (4)
- Australia (39)
- Austria (5)
- Azerbaigian (15)
- Bahrein (4)
- Belgio (14)
- Bermuda (1)
- Bosnia ed Erzegovina (1)
- Botswana (9)
- Brasile (54)
- Bulgaria (3)
- Camerun (12)
- Canada (25)
- Capo Verde (3)
- Cile (3)
- Cina (49)
- Cipro (2)
- Colombia (20)
- Corea del Sud (8)
- Costa d'Avorio (1)
- Costa Rica (3)
- Croazia (10)
- Cuba (9)
- Danimarca (12)
- Ecuador (15)
- Egitto (6)
- Emirati Arabi Uniti (11)
- Estonia (1)
- Figi (2)
- Finlandia (10)
- Francia (34)
- Gambia (2)
- Georgia (1)
- Germania (27)
- Ghana (2)
- Giamaica (4)
- Giappone (37)
- Giordania (1)
- Gran Bretagna (43)
- Grecia (21)
- Guinea (1)
- Hong Kong (5)
- Islanda (2)
- India (45)
- Indonesia (9)
- Iran (18)
- Iraq (7)
- Irlanda (6)
- Israele (3)
- Italia (14)
- Kazakistan (3)
- Kenya (23)
- Kuwait (7)
- Lettonia (6)
- Lituania (18)
- Lussemburgo (1)
- Malaysia (6)
- Marocco (18)
- Mauritius (12)
- Messico (17)
- Moldavia (6)
- Mongolia (4)
- Montenegro (2)
- Namibia (9)
- Nuova Zelanda (7)
- Nigeria (5)
- Norvegia (7)
- Oman (2)
- Panama (6)
- Paesi Bassi (12)
- Papua Nuova Guinea (2)
- Perù (3)
- Polonia (42)
- Portogallo (10)
- Porto Rico (3)
- Qatar (3)
- Rep. Ceca (10)
- Rep. Centrafricana (1)
- Romania (5)
- Senegal (8)
- Serbia (6)
- Singapore (4)
- Slovacchia (3)
- Slovenia (1)
- Spagna (30)
- Sri Lanka (3)
- Stati Uniti (45)
- Svezia (4)
- Svizzera (10)
- Sudafrica (17)
- Thailandia (22)
- Taipei cinese (5)
- Tunisia (16)
- Turchia (23)
- Ucraina (31)
- Uganda (3)
- Ungheria (9)
- Uzbekistan (24)
- Venezuela (1)

## Medagliati

### Uomini

#### Corse
| Specialità | Cat. | Oro                                              | Prestazione | Argento                                               | Prestazione | Bronzo                                             | Prestazione |
| Corse piane |      |                                                  |             |                                                       |             |                                                    |             |
| 100 m | T11  | Athanasios Ghavelas guida: Dimitris Chrysafis    | 10"93       | Ananias Shikongo guida: Even Tjiviju                  | 11"11       | Timothée Adolphe guida: Charles Renard             | 11"12       |
| 100 m | T12  | Noah Malone                                      | 10"53       | Mouncef Bouja                                         | 10"84       | Zachary Shaw                                       | 10"85       |
| 100 m | T13  | Salum Ageze Kashafali                            | 10"45       | Fabricio Barros                                       | 10"82       | Jakkarin Dammunee                                  | 10"86       |
| 100 m | T34  | Chaiwat Rattana                                  | 15"01       | Austin Smeenk                                         | 15"10       | Walid Ktila                                        | 15"11       |
| 100 m | T35  | Ihor Cvjetov                                     | 11"78       | Ivan Tetyukhin                                        | 12"50       | Fabio Bordignon                                    | 12"59       |
| 100 m | T36  | James Turner                                     | 11"85       | Mokhtar Didane                                        | 11"99       | Alexis Sebastian Chavez                            | 12"03       |
| 100 m | T37  | Ricardo Gomes                                    | 11"21       | Saptoyogo Purnomo                                     | 11"27       | Christian Luiz da Costa                            | 11"38       |
| 100 m | T38  | Jaydin Blackwell                                 | 10"92       | Zhu Dening                                            | 11"00       | Nick Mayhugh                                       | 11"14       |
| 100 m | T44  | Mpumelelo Mhlongo                                | 11"46       | Karim Ramadan                                         | 11"79       | Matheus de Lima                                    | 12"05       |
| 100 m | T47  | Petrucio Ferreira                                | 10"37       | José Martins                                          | 10"73       | Kevin Santos                                       | 10"85       |
| 100 m | T51  | Peter Genyn                                      | 19"79       | Roger Habsch                                          | 19"97       | Toni Piispanen                                     | 20"56       |
| 100 m | T52  | Maxime Carabin                                   | 16"90       | Fabian Blum                                           | 17"98       | Leonardo de Jesús Pérez                            | 18"02       |
| 100 m | T53  | Pongsakorn Paeyo                                 | 14"51       | Abdulrahman Al-Qurashi                                | 14"84       | Ariosvaldo Fernandes                               | 14"91       |
| 100 m | T54  | Athiwat Paeng-nuea                               | 13"64       | Leo-Pekka Tähti                                       | 13"77       | Hu Yang                                            | 13"84       |
| 100 m | T63  | Joel de Jong                                     | 12"09       | Vinícius Gonçalves Rodrigues                          | 12"16       | Léon Schäfer                                       | 12"18       |
| 100 m | T64  | Maxcel Amo Manu                                  | 10"71       | Sherman Guity                                         | 10"79       | Felix Streng                                       | 10"85       |
| 100 m | T72  | Gavin Drysdale                                   | 16"66       | Rafi Solaiman                                         | 16"78       | Vinicius Marques                                   | 17"60       |
| 200 m | T35  | Ihor Cvjetov                                     | 23"30       | Hernan Barreto                                        | 25"37       | Fabio Bordignon                                    | 25"40       |
| 200 m | T37  | Ricardo Gomes                                    | 22"59       | Christian Luiz da Costa                               | 23"30       | Saptoyogo Purnomo                                  | 23"39       |
| 200 m | T51  | Roger Habsch                                     | 36"76       | Toni Piispanen                                        | 37"65       | Peter Genyn                                        | 37'88       |
| 200 m | T64  | Maxcel Amo Manu                                  | 21"36       | Fabio Bottazzini                                      | 23"10       | Mitchell Joynt                                     | 23"32       |
| 400 m | T11  | Felipe de Souza Gomes guida: Jonas de Lima Silva | 51"00       | Gerard Descarrega guida: Guillermo Rojo Gil           | 51"18       | Timothee Adolphe guida: Jeffrey Lami               | 51"21       |
| 400 m | T12  | Rouay Jebabli                                    | 48"33       | Yamil Acosta                                          | 48"73       | Oğuz Akbulut                                       | 49"24       |
| 400 m | T13  | Ryota Fukunaga                                   | 47"79       | Johannes Nambala                                      | 48"14       | Buinder Brainer Bermudez                           | 49"21       |
| 400 m | T20  | Samuel Oliveira                                  | 47"20       | Daniel Tavares                                        | 47"30       | Yovanni Philippe                                   | 47"48       |
| 400 m | T34  | Chaiwat Rattana                                  | 48"65       | Mohamed Alhammadi                                     | 49"21       | Austin Smeenk                                      | 49"32       |
| 400 m | T36  | James Turner                                     | 52"26       | William Stedman                                       | 53"62       | Alexis Sebastian Chavez                            | 54"57       |
| 400 m | T37  | Yaroslav Okapinskyi                              | 52"23       | Michal Kotkowski                                      | 52"62       | Bartolomeu da Silva                                | 53"04       |
| 400 m | T38  | Jaydin Blackwell                                 | 48"49       | Zachary Gingras                                       | 50"23       | Ali Al-Rikabi                                      | 50"61       |
| 400 m | T47  | Ayoub Sadni                                      | 48"49       | Tanner Wright                                         | 48"95       | Jose Martins                                       | 49"00       |
| 400 m | T52  | Maxime Carabin                                   | 54"19       | Tomoki Satō                                           | 56"41       | Tatsuya Itō                                        | 1'00"84     |
| 400 m | T53  | Pongsakorn Paeyo                                 | 46"11       | Brent Lakatos                                         | 46"22       | Brian Siemann                                      | 48"30       |
| 400 m | T54  | Hu Yang                                          | 45"68       | Athiwat Paeng-Nuea                                    | 46"23       | Yunqiang Dai                                       | 46"26       |
| 400 m | T62  | Johannes Floors                                  | 45"81       | Blake Leeper                                          | 47"84       | Olivier Hendriks                                   | 48"76       |
| 800 m | T34  | Walid Ktila                                      | 1'39"23     | Mohamed Alhammadi                                     | 1'39"93     | Gong Wenhao                                        | 1'40"13     |
| 800 m | T53  | Brent Lakatos                                    | 1'34"31     | Pongsakorn Paeyo                                      | 1'34"39     | Brian Siemann                                      | 1'36"65     |
| 800 m | T54  | Marcel Hug                                       | 1'29"00     | Faisal Alrajehi                                       | 1'29"61     | Daniel Sidbury                                     | 1'29"72     |
| 1500 m | T11  | Yeltsin Jacques guida: Edelson de Avila          | 4'03"83     | Kenya Karasawa guida: Shunya Morishita                | 4'08"26     | Aleksander Kossakowski guida: Krzysztof Wasilewski | 4'08"34     |
| 1500 m | T13  | Rouay Jebabli                                    | 4'00"23     | Yassine Ouhdadi El Ataby                              | 4'00"91     | Abdellatif Baka                                    | 4'01"13     |
| 1500 m | T20  | Ben Sandilands                                   | 3'52"42     | Michael Brannigan                                     | 3'53"50     | Sandro Baessa                                      | 3'54"04     |
| 1500 m | T38  | Nate Riech                                       | 4'03"07     | Reece Langdon                                         | 4'04"30     | Angus Hincksman                                    | 4'05"18     |
| 1500 m | T46  | Hristiyan Stoyanov                               | 3'52"56     | Michael Roeger                                        | 3'53"89     | Bechir Agoubi                                      | 3'57"77     |
| 1500 m | T52  | Tomoki Satō                                      | 3'36"22     | Thomas Geierspichler                                  | 4'03"53     | Pichaya Kurattanasiri                              | 4'04"40     |
| 1500 m | T54  | Marcel Hug                                       | 2'51"32     | Brent Lakatos                                         | 2'52"07     | Prawat Wahoram                                     | 2'52"18     |
| 5000 m | T11  | Kenya Karasawa guida: Shunya Morishita           | 15'05"19    | Julio Cesar Agripino guida: Micael Batista dos Santos | 15'07"21    | Yeltsin Jacques guida: Edelson de Avila            | 15'12"37    |
| 5000 m | T13  | Yassine Ouhdadi El Ataby                         | 15'16"97    | Jaryd Clifford (T12)                                  | 15'18"23    | Guillaume Ouellet                                  | 15'22"85    |
| 5000 m | T54  | Marcel Hug                                       | 9'35"78     | Prawat Wahoram                                        | 10'15"31    | Daniel Sidbury                                     | 10'15"44    |
| record mondiale; record mondiale stagionale; record africano; record asiatico; record europeo; record nord-centroamericano e caraibico; record sudamericano; record oceaniano; record dei campionati; record nazionale; record personale; record personale stagionale. |      |                                                  |             |                                                       |             |                                                    |             |

#### Concorsi
| Specialità | Cat. | Oro                          | Prestazione | Argento                     | Prestazione            | Bronzo                    | Prestazione |
| Salti |      |                              |             |                             |                        |                           |             |
| Salto in alto | T47  | Roderick Townsend (T46)      | 2,16 m      | Nishad Kumar                | 2,09 m                 | Dallas Wise (T46)         | 2,04 m      |
| Salto in alto | T63  | Ezra Frech                   | 1,95 m      | Shailesh Kumar (T42)        | 1,83 m                 | Łukasz Mamczarz           | 1,80 m      |
| Salto in alto | T64  | Maciej Lepiato               | 2,05 m      | Medaglia non assegnata      | Medaglia non assegnata | Praveen Kumar             | 2,01 m      |
| Salto in alto | T64  | Jonathan Broom-Edwards       | 2,05 m      | Medaglia non assegnata      | Medaglia non assegnata | Praveen Kumar             | 2,01 m      |
| Salto in lungo | T11  | Di Dongdong                  | 6,38 m      | Ye Tao                      | 6,25 m                 | Joan Munar Martinez       | 6,15 m      |
| Salto in lungo | T12  | Doniyor Saliev               | 7,47 m      | Amir Khosravani             | 7,26 m                 | Said Najafzade            | 6,15 m      |
| Salto in lungo | T13  | Isaac Jean-Paul              | 7.06 m      | Ryota Fukunaga              | 7,03 m                 | Zak Skinner               | 6,97 m      |
| Salto in lungo | T20  | Abdul Latif Romly            | 7.40 m      | Noah Vucsics                | 7,35 m                 | Athanasios Prodromou      | 7,12 m      |
| Salto in lungo | T36  | Izzat Turgunov               | 5,75 m      | William Stedman             | 5,71 m                 | Oleksandr Lytvynenko      | 5,68 m      |
| Salto in lungo | T37  | Brian Lionel Impellizzeri    | 6,67 m      | Vladyslav Zahrebelnyi       | 6,10 m                 | Valentin Bertrand         | 5,92 m      |
| Salto in lungo | T38  | Zhu Dening                   | 6,78 m      | Zhong Huanghao              | 6,70 m                 | José Lemos                | 6,51 m      |
| Salto in lungo | T47  | Robiel Yankiel Sol Cervantes | 7,63 m      | Roderick Townsend           | 7,31 m                 | Nemanja Matijašević       | 7,05 m      |
| Salto in lungo | T63  | Léon Schäfer                 | 7,25 m      | Daniel Wagner               | 7,03 m                 | Joel de Jong              | 6,92 m      |
| Salto in lungo | T64  | Markus Rehm                  | 8,49 m      | Derek Loccident             | 7,39 m                 | Jarryd Wallace            | 7,34 m      |
| Lanci |      |                              |             |                             |                        |                           |             |
| Getto del peso | F11  | Mahdi Olad                   | 13,79 m     | Alessandro Da Silva         | 13,43 m                | Alvaro del Amo Cano       | 12,81 m     |
| Getto del peso | F12  | Roman Danyliuk               | 16,73 m     | Volodymyr Ponomarenko       | 15,92 m                | Elbek Sultonov            | 15,42 m     |
| Getto del peso | F20  | Maksym Koval                 | 17,57 m     | Muhammad Ziyad Zolkefli     | 17,21 m                | Oleksandr Yarovyi         | 16,99 m     |
| Getto del peso | F32  | Liu Li                       | 13,01 m     | Bo Qing                     | 12,17 m                | Athanasios Konstantinidis | 10,26 m     |
| Getto del peso | F33  | Zakariae Derhem              | 11,91 m     | Giuseppe Campoccio          | 11,42 m                | Deni Cerni                | 11,08 m     |
| Getto del peso | F34  | Ahmad Hindi                  | 11,69 m     | Mauricio Valencia           | 11,68 m                | Hadi Kaeidi               | 11,35 m     |
| Getto del peso | F35  | Khusniddin Norbekov          | 16,78 m     | Hernán Emanuel Urra         | 15,55 m                | Fu Xinhan                 | 15,33 m     |
| Getto del peso | F36  | Yassine Guenichi             | 16,86 m     | José Román Ruiz             | 15,82 m                | Dastan Mukashbekov        | 15,74 m     |
| Getto del peso | F37  | Ahmed Ben Moslah             | 15,59 m     | Kudratillokhon Marufkhujaev | 14,69 m                | Tolibboy Yuldashev        | 14,62 m     |
| Getto del peso | F38  | José Lemos                   | 18,26 m     | Michael Jenkins             | 17,14 m                | Faisal Sorour             | 17,01 m     |
| Getto del peso | F40  | Yannis Fischer               | 11,43 m     | Garrah Tnaiash              | 11,28 m                | Miguel Monteiro           | 11,14       |
| Getto del peso | F41  | Bobirjon Omonov              | 14,73 m     | Niko Kappel                 | 14,49 m                | Hagan Landry              | 13,48 m     |
| Getto del peso | F46  | Sachin Sarjerao Khilari      | 16,21 m     | Joshua Cinnamo              | 16,00 m                | Kerwin Noemdo             | 15,30 m     |
| Getto del peso | F53  | Rashid Masjedi               | 8,49 m      | Viktor Lehkodukh            | 8,36 m                 | Aleš Kisý                 | 8,27 m      |
| Getto del peso | F55  | Ruzhdi Ruzhdi                | 12,68 m     | Lech Stoltman               | 12,27 m                | Wallace Santos            | 11,87 m     |
| Getto del peso | F57  | Yasin Khosravi               | 16,01 m     | Thiago Paulino              | 15,09 m                | Teijo Kööpikkä            | 14,80 m     |
| Getto del peso | F63  | Aled Davies                  | 16,16 m     | Sajad Mohammadian           | 14,38 m                | Edenilson Roberto         | 14,06 m     |
| Lancio del disco | F11  | Alessandro Da Silva          | 45,30 m     | Mahdi Olad                  | 43,73 m                | Alvaro del Amo Cano       | 37,60 m     |
| Lancio del disco | F37  | Mykola Zhabnyak              | 53,97 m     | Guy Henly                   | 52,45 m                | João Teixeira             | 52,33 m     |
| Lancio del disco | F52  | Aigars Apinis                | 20,46 m     | Piotr Kosewicz              | 19,87 m                | Andre Rocha               | 18,55 m     |
| Lancio del disco | F56  | Claudiney Batista dos Santos | 46,07 m     | Yogesh Kathuniya            | 43,17 m                | Dušan Laczkó              | 42,70 m     |
| Lancio del disco | F64  | David Blair                  | 60,36 m     | Jeremy Campbell             | 60,33 m                | Dan Greaves               | 57,92 m     |
| Lancio del giavellotto | F13  | Daniel Pembroke              | 70,50 m     | Ali Pirouj                  | 63,70 m                | Uliser Aguilera Cruz      | 59,79 m     |
| Lancio del giavellotto | F34  | Saeid Afrooz                 | 40,27 m     | Mauricio Valencia           | 38,01 m                | Diego Meneses             | 37,84 m     |
| Lancio del giavellotto | F38  | José Lemos                   | 58,14 m     | Luis Fernando Lucumi        | 53,28 m                | Vladyslav Bilyi           | 49,08 m     |
| Lancio del giavellotto | F41  | Sun Pengxiang                | 47,55 m     | Sadegh Beit Sayah           | 45,46 m                | Wildan Nukhailawi         | 42,09 m     |
| Lancio del giavellotto | F46  | Ajeet Singh                  | 65,41 m     | Rinku                       | 65,38 m                | Dinesh Priyantha          | 65,38 m     |
| Lancio del giavellotto | F54  | Manolis Stefanoudakis        | 29,17 m     | Ladislav Cuchran            | 28,94 m                | Abhishek Chamoli          | 24,16 m     |
| Lancio del giavellotto | F57  | Mohammad Khalvandi           | 49,98 m     | Yorkinbek Odilov            | 49,39 m                | Cícero Lins Nobre         | 48,31 m     |
| Lancio del giavellotto | F64  | Sumit                        | 70,83 m     | Michal Burian (F44)         | 65,21 m                | Dulan Kodithuwakku (F44)  | 64,06 m     |
| Lancio della clava | F32  | Bo Qing                      | 46,60 m     | Liu Li                      | 40,90 m                | Ahmed Mehideb             | 37,50 m     |
| Lancio della clava | F51  | Filip Graovac                | 32,72 m     | Mario Santana Ramos         | 32,21 m                | Aleksandar Radisic        | 31,88 m     |
| record mondiale; record mondiale stagionale; record africano; record asiatico; record europeo; record nord-centroamericano e caraibico; record sudamericano; record oceaniano; record dei campionati; record nazionale; record personale; record personale stagionale. |      |                              |             |                             |                        |                           |             |

### Donne

#### Corse
| Specialità | Cat. | Oro                                                     | Prestazione  | Argento                                                        | Prestazione  | Bronzo                                          | Prestazione |
| Corse piane |      |                                                         |              |                                                                |              |                                                 |             |
| 100 m | T11  | Jerusa Geber Santos guida: Gabriel dos Santos Aparecido | 11"86        | Liu Cuiqinq guida: Chen Shengming                              | 12"30        | Thalita Simplício guida: Felipe Veloso          | 12"37       |
| 100 m | T12  | Omara Durand guida: Yuniol Kindelan                     | 11"62        | Alejandra Paola Perez Lopez guida: Markinzon Daniel Manzanilla | 12"57        | Nagore Folgado García guida: Javier Gil Zaplana | 12"66       |
| 100 m | T13  | Lamiya Valiyeva                                         | 11"99 (.983) | Adiaratou Iglesias                                             | 11"99 (.984) | Bianca Borgella                                 | 12"16       |
| 100 m | T34  | Hannah Cockroft                                         | 16"81        | Kare Adenegan                                                  | 17"82        | Fabienne Andre                                  | 19"14       |
| 100 m | T35  | Zhou Xia                                                | 13"64        | Guo Qianqian                                                   | 14"01        | Maria Lyle                                      | 14"76       |
| 100 m | T36  | Shi Yiting                                              | 13"66        | Danielle Aitchison                                             | 13"84        | Nicole Nicoleitzik                              | 14"82       |
| 100 m | T37  | Karen Palomeque                                         | 12"82        | Jaleen Roberts                                                 | 12"94        | Wen Xiaoyan                                     | 13"03       |
| 100 m | T38  | Darian Jimenez                                          | 12"50        | Luca Ekler                                                     | 12"54        | Sophie Hahn                                     | 12"73       |
| 100 m | T47  | Kiara Rodriguez (T46)                                   | 12"17        | Brittni Mason (T46)                                            | 12"24        | Anna Grimaldi                                   | 12"32       |
| 100 m | T53  | Samantha Kinghorn                                       | 15"93        | Catherine Debrunner                                            | 16"06        | Gao Fang                                        | 16"23       |
| 100 m | T54  | Amanda Kotaja                                           | 15"96        | Noemi Alphonse                                                 | 16"05        | Tatyana McFadden                                | 16"11       |
| 100 m | T63  | Ambra Sabatini                                          | 13"98        | Martina Caironi                                                | 14"35        | Monica Graziana Contrafatto                     | 14"67       |
| 100 m | T64  | Fleur Jong (T62)                                        | 12"47        | Sara Andrés Barrio (T62)                                       | 12"83        | Marissa Papaconstantinou                        | 12"95       |
| 100 m | T72  | Maria Strong                                            | 17"07        | Magdalena Andruszkiewicz                                       | 18"20        | Judith Tortosa Vila                             | 18"90       |
| 200 m | T11  | Jerusa Geber Santos guida: Gabriel dos Santos Aparecido | 24"63        | Liu Cuiqinq guida: Chen Shengming                              | 24"79        | Thalita Simplício guida: Felipe Veloso          | 24"88       |
| 200 m | T12  | Omara Durand guida: Yuniol Kindelan                     | 23"07        | Alejandra Paola Perez Lopez guida: Markinzon Daniel Manzanilla | 25"42        | Valentina Petrillo                              | 26"31       |
| 200 m | T13  | Adiaratou Iglesias                                      | 24"86        | Bianca Borgella                                                | 25"00        | Erin Kerkhoff                                   | 25"58       |
| 200 m | T35  | Zhou Xia                                                | 28"77        | Guo Qianqian                                                   | 29"91        | Maria Lyle                                      | 31"01       |
| 200 m | T36  | Danielle Aitchison                                      | 28"50        | Mali Lovell                                                    | 30"19        | Nicole Nicoleitzik                              | 30"84       |
| 200 m | T37  | Karen Palomeque                                         | 26"42        | Wen Xiaoyan                                                    | 26"53        | Jaleen Roberts                                  | 27"00       |
| 200 m | T38  | Luca Ekler                                              | 25"78        | Darian Jimenez                                                 | 26"04        | Sophie Hahn                                     | 26"35       |
| 200 m | T47  | Brittni Mason (T46)                                     | 25"36        | Saška Sokolov (T46)                                            | 25"55        | Sasirawan Inthachot                             | 25"97       |
| 200 m | T64  | Irmgard Bensusan (T44)                                  | 26"82        | Kimberly Alkemade                                              | 27"06        | Marissa Papaconstantinou                        | 27"23       |
| 400 m | T11  | Thalita Simplício guida: Felipe Veloso                  | 56"60        | Lahja Ishitile guida: Sem Shimanda                             | 57"18        | Angie Pabon guida: Luis Dahir Arizala           | 58"22       |
| 400 m | T12  | Omara Durand guida: Yuniol Kindelan                     | 52"82        | Alejandra Paola Perez Lopez guida: Markinzon Daniel Manzanilla | 57"88        | Valentina Petrillo                              | 58"24       |
| 400 m | T13  | Lamiya Valiyeva                                         | 55"34        | Carolina Duarte                                                | 55"68        | Rayane Soares Da Silva                          | 57"90       |
| 400 m | T20  | Breanna Clark                                           | 55"12        | Yuliia Shuliar                                                 | 56"29        | Carina Paim                                     | 58"51       |
| 400 m | T37  | Karen Palomeque                                         | 1'00"94      | Natalija Kobzar                                                | 1'01"33      | Jiang Fenfen                                    | 1'02"26     |
| 400 m | T38  | Luca Ekler                                              | 59"74        | Rhiannon Clarke                                                | 1'02"36      | Katty Hurtado                                   | 1'03"44     |
| 400 m | T47  | Fernanda Yara da Silva                                  | 57"30        | Li Lu                                                          | 58"13        | Maria Clara Augusto                             | 58"49       |
| 400 m | T53  | Catherine Debrunner                                     | 50"16        | Samantha Kinghorn                                              | 52"53        | Zhou Hongzhuan                                  | 53"62       |
| 400 m | T54  | Manuela Schär                                           | 52"22        | Tatyana McFadden                                               | 53"15        | Noemi Alphonse                                  | 53"63       |
| 800 m | T34  | Hannah Cockroft                                         | 1'51"57      | Kare Adenegan                                                  | 1'59"62      | Eva Houston                                     | 2'08"74     |
| 800 m | T53  | Catherine Debrunner                                     | 1'38"89      | Samantha Kinghorn                                              | 1'44"98      | Hamide Dogangun                                 | 1'50"38     |
| 800 m | T54  | Manuela Schär                                           | 1'42"25      | Zhou Zhaoqian                                                  | 1'46"46      | Tatyana McFadden                                | 1'46"51     |
| 1500 m | T11  | Nancy Chelangat Koech guida: Geoffrey Kiplangat Rotich  | 4'46"55      | Louzanne Coetzee guida: Erasmus Badenhorst                     | 4'48"13      | Mary Waithera Njoroge James Boit                | 4'49"16     |
| 1500 m | T13  | Fatima Ezzahra El Idrissi (T12)                         | 4'22"15      | Liza Corso                                                     | 4'22"50      | Somaya Bousaid                                  | 4'30"98     |
| 1500 m | T20  | Barbara Niewiedział                                     | 4'28"66      | Antonia Keyla da Silva                                         | 4'30"75      | Liudmyla Danylina                               | 58"49       |
| 1500 m | T54  | Catherine Debrunner (T53)                               | 3'22"02      | Manuela Schär                                                  | 3'22"30      | Zhou Zhaoqian                                   | 3'22"52     |
| 5000 m | T54  | Catherine Debrunner (T53)                               | 11'07"22     | Manuela Schär                                                  | 11'07"49     | Susannah Scaroni                                | 11'09"14    |
| record mondiale; record mondiale stagionale; record africano; record asiatico; record europeo; record nord-centroamericano e caraibico; record sudamericano; record oceaniano; record dei campionati; record nazionale; record personale; record personale stagionale. |      |                                                         |              |                                                                |              |                                                 |             |

#### Concorsi
| Specialità | Cat. | Oro                   | Prestazione | Argento                   | Prestazione | Bronzo                     | Prestazione |
| Salti |      |                       |             |                           |             |                            |             |
| Salto in lungo | T11  | Asila Mirzayrova      | 5,13 m      | Lorena Salvatini          | 4,91 m      | Zhou Guohua                | 4,83 m      |
| Salto in lungo | T12  | Oksana Zubkovska      | 5,78 m      | Yokutkhon Kholbekova      | 5,54 m      | Uran Sawada                | 5,23 m      |
| Salto in lungo | T20  | Karolina Kucharczyk   | 6,08 m      | Zileide Cassiano da Silva | 5,97 m      | Jardênia Félix             | 5,49 m      |
| Salto in lungo | T37  | Wen Xiaoyan           | 5,33 m      | Jaleen Roberts            | 5,00 m      | Manon Genest               | 4,76 m      |
| Salto in lungo | T38  | Luca Ekler            | 5,77 m      | Olivia Breen              | 5,04 m      | Nele Moos                  | 4,65 m      |
| Salto in lungo | T47  | Kiara Rodriguez (T46) | 6,23 m      | Anna Grimaldi             | 5,96 m      | Taleah Williams            | 5,65 m      |
| Salto in lungo | T63  | Martina Caironi       | 5,18 m      | Elena Kratter             | 4,91 m      | Vanessa Low (T61)          | 4,90 m      |
| Salto in lungo | T64  | Fleur Jong (T62)      | 6,28 m      | Marlene van Gansewinkel   | 5,40 m      | Maya Nakanishi             | 5,38 m      |
| Lanci |      |                       |             |                           |             |                            |             |
| Getto del peso | F12  | Assunta Legnante      | 15,55 m     | Safiya Burkhanova (F12)   | 13,72 m     | Zhao Yuping (F12)          | 12,78 m     |
| Getto del peso | F20  | Sabrina Fortune       | 14,01 m     | Poleth Méndes             | 13,60 m     | Viktoriia Shpachynska      | 13,16 m     |
| Getto del peso | F32  | Anastasija Moskalenko | 7,50 m      | Wanna Brito               | 6,80 m      | Rosemary Little            | 6,33 m      |
| Getto del peso | F33  | Asmahane Boudjadar    | 7,06 m      | Maria Strong              | 6,82 m      | Joanna Oleksiuk            | 6,70 m      |
| Getto del peso | F34  | Zou Lijuan            | 9,25 m      | Lucyna Kornobys           | 8,49 m      | Saida Amoudi               | 7,98 m      |
| Getto del peso | F35  | Mariia Pomazan        | 12,84 m     | Wang Jun                  | 10,63 m     | Dilafruzkhon Akhmatkhonova | 8,84 m      |
| Getto del peso | F37  | Lisa Adams            | 14,84 m     | Li Yingli                 | 13,46 m     | Mi Na                      | 12,50 m     |
| Getto del peso | F40  | Renata Śliwińska      | 9,21 m      | Lauritta Onye             | 9,02 m      | Raja Jebali                | 8,82 m      |
| Getto del peso | F41  | Raoua Tlili           | 10,15 m     | Kubaro Khakimova          | 9,83 m      | Mayerli Buitrago           | 9,62 m      |
| Getto del peso | F46  | Noelle Malkamaki      | 13,32 m     | Holly Robinson            | 11,59 m     | Yukiko Saito               | 11,52 m     |
| Getto del peso | F54  | Elizabeth Rodrigues   | 7,75 m      | Francisca Mardones        | 7,44 m      | Nurkhon Kurbanova          | 7,38 m      |
| Getto del peso | F57  | Safia Djelal          | 11,57 m     | Xu Mian                   | 10,77 m     | Nassima Saifi              | 10,51 m     |
| Getto del peso | F64  | Yao Juan              | 11,85 m     | Goodness Nwachukwu (F42)  | 11,64 m     | Samantha Heyison           | 10,83 m     |
| Lancio del disco | F11  | Zhang Liangmin        | 38,57 m     | Xue Enhui                 | 37,74 m     | Assunta Legnante           | 36,52 m     |
| Lancio del disco | F38  | Simone Kruger         | 38,10 m     | Renee Danielle Foessel    | 37,01 m     | Mi Na                      | 35,77 m     |
| Lancio del disco | F41  | Raoua Tlili           | 37,00 m     | Youssra Karim             | 35,42 m     | Estefany Lopez             | 30,27 m     |
| Lancio del disco | F53  | Elizabeth Rodrigues   | 17,12 m     | Cassie Mitchell (F51)     | 14,24 m     | Zoja Ovsij                 | 14,10 m     |
| Lancio del disco | F55  | Rosa María Guerrero   | 26,12 m     | Erica Castano             | 25,70 m     | Diana Krumina              | 24,63 m     |
| Lancio del disco | F57  | Nassima Saifi         | 34,22 m     | Mokhigul Khamdamova       | 30,51 m     | Floralia Estrada           | 30,49 m     |
| Lancio del disco | F64  | Yao Juan              | 41,66 m     | Faustyna Kotłowska        | 38,58 m     | Samantha Heyison           | 37,84 m     |
| Lancio del giavellotto | F13  | Zhao Yuping           | 45,82 m     | Nozimakhon Kayumova       | 40,78 m     | Natalija Eder              | 34,63 m     |
| Lancio del giavellotto | F34  | Zou Lijuan            | 20,74 m     | Frances Herrmann          | 17,74 m     | Marjaana Heikkinen         | 16,90 m     |
| Lancio del giavellotto | F46  | Hollie Arnold         | 41,06 m     | Saška Sokolov             | 39,96 m     | Naibys Daniela Morillo Gil | 39,40 m     |
| Lancio del giavellotto | F54  | Nurkhon Kurbanova     | 20,15 m     | Elham Salehi              | 17,08 m     | Pooja                      | 14,70 m     |
| Lancio del giavellotto | F56  | Diana Krumina         | 25,81 m     | Raissa Rocha              | 23,05 m     | Hashemiyeh Motaghian Moavi | 22,95 m     |
| Lancio della clava | F32  | Roza Kozakowska       | 27,29 m     | Maroua Ibrahmi            | 27,01 m     | Oumaima Oubraym            | 25,26 m     |
| Lancio della clava | F51  | Zoja Ovsij            | 23,98 m     | Cassie Mitchell           | 20,95 m     | Ekta Bhyan                 | 17,93 m     |
| record mondiale; record mondiale stagionale; record africano; record asiatico; record europeo; record nord-centroamericano e caraibico; record sudamericano; record oceaniano; record dei campionati; record nazionale; record personale; record personale stagionale. |      |                       |             |                           |             |                            |             |

### Staffetta
| Specialità | Oro | Prestazione | Argento | Prestazione | Bronzo | Prestazione |
| 4×100 m universale | Giappone Tomoki Ikoma (T54) Takeru Matsumoto (T36) Yuya Sambongi (T45) Uran Sawada (T12) Yuka Takamatsu (T38) Sae Tsuji (T47) | 47"96       | Gran Bretagna Jonnie Peacock (T64) Zachary Shaw (T12) Hannah Cockroft (T34) Sophie Hahn (T38) Samantha Kinghorn (T53) | 47"17       | Brasile Ariosvaldo Fernandes (T53) Ricardo Gomes (T37) Fernanda Yara da Silva (T47) Jhulia Carol dos Santos (T11) | 48"25       |
| record mondiale; record mondiale stagionale; record africano; record asiatico; record europeo; record nord-centroamericano e caraibico; record sudamericano; record oceaniano; record dei campionati; record nazionale; record personale; record personale stagionale. | |             | |             | |             |

## Medagliere
| Posizione | Paese               | Oro | Argento | Bronzo | Totale |
| --------- | ------------------- | --- | ------- | ------ | ------ |
| 1         | Cina                | 16  | 16      | 13     | 45     |
| 2         | Brasile             | 14  | 13      | 20     | 45     |
| 3         | Stati Uniti         | 10  | 14      | 15     | 39     |
| 4         | Gran Bretagna       | 10  | 8       | 11     | 29     |
| 5         | Ucraina             | 10  | 6       | 6      | 22     |
| 6         | Svizzera            | 9   | 5       | 0      | 14     |
| 7         | Tunisia             | 7   | 1       | 4      | 12     |
| 8         | Uzbekistan          | 6   | 7       | 4      | 17     |
| 9         | Colombia            | 6   | 6       | 6      | 18     |
| 10        | Polonia             | 5   | 6       | 3      | 14     |
| 11        | Italia              | 5   | 3       | 4      | 12     |
| 11        | Thailandia          | 5   | 3       | 4      | 12     |
| 13        | Germania            | 5   | 2       | 5      | 12     |
| 14        | Iran                | 4   | 6       | 2      | 12     |
| 15        | Giappone            | 4   | 3       | 4      | 11     |
| 16        | Belgio              | 4   | 1       | 1      | 6      |
| 17        | Cuba                | 4   | 0       | 1      | 5      |
| 18        | Australia           | 3   | 8       | 3      | 14     |
| 19        | India               | 3   | 4       | 3      | 10     |
| 20        | Marocco             | 3   | 2       | 2      | 7      |
| 20        | Paesi Bassi         | 3   | 2       | 2      | 7      |
| 22        | Algeria             | 3   | 1       | 3      | 7      |
| 23        | Ungheria            | 3   | 1       | 0      | 4      |
| 24        | Canada              | 2   | 7       | 5      | 14     |
| 25        | Nuova Zelanda       | 2   | 5       | 2      | 9      |
| 26        | Spagna              | 2   | 4       | 5      | 11     |
| 27        | Ecuador             | 2   | 1       | 1      | 4      |
| 27        | Sudafrica           | 2   | 1       | 1      | 4      |
| 29        | Grecia              | 2   | 0       | 2      | 4      |
| 30        | Azerbaigian         | 2   | 0       | 1      | 3      |
| 30        | Lettonia            | 2   | 0       | 1      | 3      |
| 32        | Bulgaria            | 2   | 0       | 0      | 2      |
| 33        | Finlandia           | 1   | 2       | 3      | 6      |
| 34        | Argentina           | 1   | 2       | 2      | 5      |
| 34        | Messico             | 1   | 2       | 2      | 5      |
| 34        | Serbia              | 1   | 2       | 2      | 5      |
| 37        | Malaysia            | 1   | 1       | 0      | 2      |
| 38        | Turchia             | 1   | 0       | 2      | 3      |
| 39        | Kenya               | 1   | 0       | 1      | 2      |
| 40        | Giordania           | 1   | 0       | 0      | 1      |
| 40        | Norvegia            | 1   | 0       | 0      | 1      |
| 42        | Venezuela           | 0   | 3       | 1      | 4      |
| 43        | Namibia             | 0   | 3       | 0      | 3      |
| 44        | Nigeria             | 0   | 2       | 0      | 2      |
| 44        | Emirati Arabi Uniti | 0   | 2       | 0      | 2      |
| 46        | Portogallo          | 0   | 1       | 3      | 4      |
| 47        | Iraq                | 0   | 1       | 2      | 3      |
| 47        | Mauritius           | 0   | 1       | 2      | 3      |
| 49        | Austria             | 0   | 1       | 1      | 2      |
| 49        | Indonesia           | 0   | 1       | 1      | 2      |
| 49        | Kuwait              | 0   | 1       | 1      | 2      |
| 49        | Slovacchia          | 0   | 1       | 1      | 2      |
| 53        | Cile                | 0   | 1       | 0      | 1      |
| 53        | Costa Rica          | 0   | 1       | 0      | 1      |
| 53        | Danimarca           | 0   | 1       | 0      | 1      |
| 53        | Egitto              | 0   | 1       | 0      | 1      |
| 53        | Arabia Saudita      | 0   | 1       | 0      | 1      |
| 58        | Francia             | 0   | 0       | 4      | 4      |
| 59        | Sri Lanka           | 0   | 0       | 2      | 2      |
| 60        | Croazia             | 0   | 0       | 1      | 1      |
| 60        | Rep. Ceca           | 0   | 0       | 1      | 1      |
| 60        | Kazakistan          | 0   | 0       | 1      | 1      |
| Totale    | Totale              | 173 | 171     | 172    | 516    |